# 三島大通り商店街

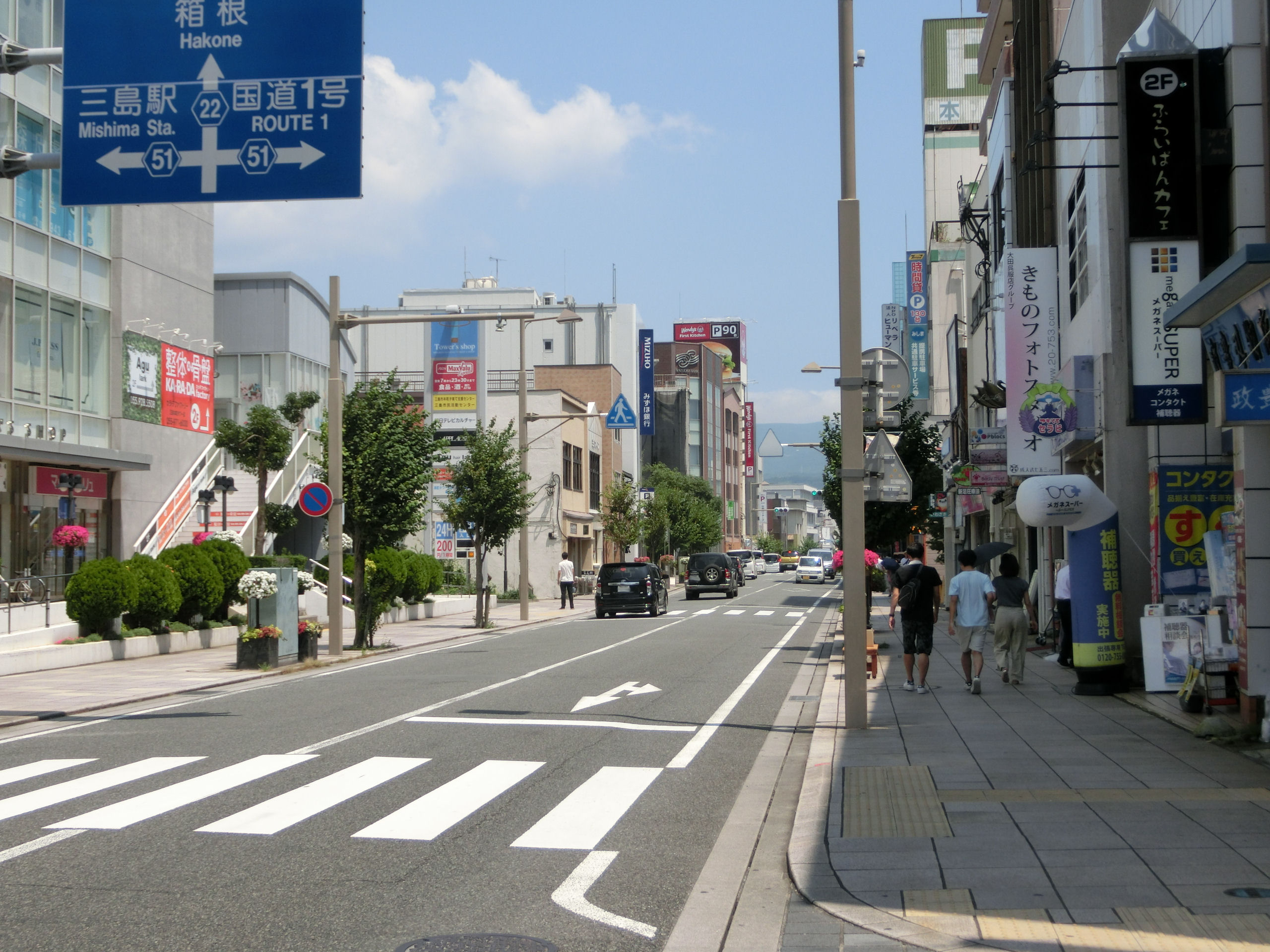
三島大通り商店街（2019年）

三島大通り商店街（みしまおおどおりしょうてんがい）は、静岡県三島市にある商店街であり、三島広小路駅周辺 - 旧東海道 - 三嶋大社周辺を指す。祭り・催しものがある時を中心に三島駅周辺よりも賑わう。

## 地理と概要
おおよそ西から東に向かった場合、伊豆箱根鉄道駿豆線 三島広小路駅 - (静岡県道22号三島富士線) - 三嶋大社となる。沿道、その周辺には様々な商店が立ち並ぶ。途中、三島市本町で静岡県道51号三島停車場線と交差（通称：「三島本町交差点」・地元民は「本町交差点」と呼ぶ事が多い）し、そこから東へ向かうと静岡県道143号三島田町停車場線と交差（三島田町駅入口交差点）し、更に東へ向かうと三島市中央町の東側付近（大社町西交差点）で静岡県道21号三島裾野線と交差する。なお、これより若干東に進むと三嶋大社の正面鳥居が見える。
備考
- 周辺の最寄り駅は三島広小路駅と三島田町駅だが、この商店街の中心である本町交差点は三島駅からも徒歩10分程である。
- 三島大通り商店街には、周辺を含め、大社町商店会・中央町商店会・小中島商栄会・大中島商盛会・広小路駅前商店会の5つの商店会がある。
- 古くから、旧東海道（三島宿 - 沼津宿）として整備されてきた経緯がある。それは、1952年指定の「一級国道1号」であり、三島バイパスが1962年に完成・開通した以降の旧国道1号である。

## 沿道にある建物・名所等
先述のとおり、沿道やその周辺には様々な商店が立ち並んでいる。
- ハックドラッグ （ウエルシア薬局）三島広小路店
  - 三島広小路駅横の踏切から近い。かつては屋上にある看板付き時計が目印であった。

- 三石神社（）
  - 三島宿に時を告げる鐘が境内にある。三島広小路駅から近い。

- マックスバリュEX 三島本町店
  - 21階建てのビル「本町タワービル（通称：タワーズショップ）」が建っている。かつてのヤオハン三島店（NEXTAGE三島）の敷地にあたる。ネクステージ（NEXTAGE）とは、旧ヤオハンの百貨店業態店舗で、三島市の他に半田市や知立市にもあったがいずれも既に閉店（ヤオハン参照）。

- みしまプラザホテル

- 三島市役所・中央町別館
  - 南田町移転前の三島郵便局は、この地にあった。現在は、市役所の中央町別館の他に、三島中央町郵便局が併設されている。

- 伊伝株式会社
  - 三嶋大社西側の交差点近くに本社事務所を構えていた。新日本石油の特約契約を有する静岡県伊豆地方のガソリンスタンドとして、三島市や函南町、伊豆の国市などに「伊伝スタンド」として展開している。現在は、本社事務所を移転しており、跡地は寿司チェーン店へと変わっている。

- この商店街にある金融機関等
  - 西から、静岡中央銀行、みずほ銀行、静岡銀行がある。また、スルガ銀行、三島信用金庫（本町タワービル内）のATMがある。

- 駐車場
  - 周辺を含めると、広小路（三島広小路駅近く）・芝本町（大通りの北側）・本町（沿道にある）・中央町（静岡県道143号三島田町停車場線沿い）にある。

## 商店街で行われる祭り・イベント

### 歩行者天国となるイベント
以下に挙げるイベント祭りの際には、三島大通り商店街と三島広小路駅周辺が歩行者天国となり、車両規制が取られる（バス路線も一部変更される）。
- 春の大通り商店街まつり
  - 開催日：5月5日
- 三島夏祭り
  - 開催日：毎年8月15日 - 8月17日

※当番町と呼ばれる町内会の山車が繰り出し、囃子（しゃぎり）の音が響く。
- 宿場まつり
  - 開催日：11月3日

### 三島･夏祭り(三嶋大社例祭)
本来、｢三嶋大社例祭｣が正式名称だが、各種計画･運営及び宣伝をしているのは、三嶋大社ではなく、三島商工会議所であり、その商工会議所が「三島･夏祭り」と呼んでおり、それが一般化しているため、以降、｢三島夏祭り」と称する。
三島夏祭りは、毎年8月15日から17日の3日間と日数も長く、祭りの規模も大きく催し物も多く盛大である。特に、市民参加型の催し物については、三嶋大社側では「神賑行事(神事行事)」と呼び、神祭りの「神事」を盛り上げる神への奉納の行事や余興として位置付けている。そして、この「神事行事」を企画運営しているが、専ら三島商工会議所でもある。
催し物の中には、特殊神事行事として、｢手筒花火｣や｢浦安舞･人長舞｣などの三嶋大社に残る伝統芸能や、武田流｢流鏑馬｣があり、一般神事行事として、三島囃子(シャギリ)、農兵節、みしまサンバ踊りなど多種多様である。特に代表的なのは、各町持ち回り(旧町内中心)で行う｢山車引き廻し｣と、その山車台上で囃す｢三島囃子(シャギリ)、子供シャギリ｣である。

### その他特記事項
- 歩行者天国（主に夏祭り期間中）の際「農兵節パレード」と銘打って、三島農兵節普及会の有志によってノーエ節(民謡)の生演奏が行われ、それに合わせた踊りが見られる。
  - なお、最近では農兵（ノーエ）節をサンバ調にアレンジした「みしまサンバ」（一部では「三島サンバ」と表記される場合がある）と呼ばれる踊りもある。この曲は作られた当時は「農兵サンバ」と呼ばれていた。
- 三島宿地口行灯の催しが存在するが、上記と違って、歩行者天国として行われるものではなく、三島大通り商店街のみで行われるものではない。
- 祭りに出店する露店は、事前に暴力団、反社会的勢力との関係がないこと確認する誓約書の提出を行っている。2022年には、沼津夏祭り・狩野川花火大会への出店に際して詐欺容疑で逮捕された暴力団関係者が、三島夏祭りにも出店していたとして詐欺容疑で再逮捕される出来事があった[1]。

## 補足
- 周辺に蓮沼川・源兵衛川・桜川がある。
- ヤオハン三島店と三島広小路駅近くのユニー三島広小路店は、かつて約30年もの間、三島の商業の中心と言われる大通りに存在した。商店街に与えた影響は大きく、双方が閉店してしまった現在、その買い物客が主に郊外型ショッピングセンターであるイトーヨーカ堂三島店（三島市中田町）やサントムーン柿田川（三島市の隣、駿東郡清水町）等に流れている。
- 三島広小路駅、三嶋大社の周辺や、三島本町交差点などが混雑する場所として知られている。

理由として、周辺を含めて道路が狭い、周辺道路への進入禁止（右折禁止の場所が多い）・一方通行等の規制が多いためである。また、三島広小路の踏切付近は交通量の多い割に信号が無く、しばしば交通渋滞が起きる。このため、市議会では度々議題になる。
現在までに、アーケードの取り払いや電線類地中化等の整備を進めてきた。ただ、現在でも日中の大通りは混雑している。
- 大通りの東端にあたる三嶋大社は、初詣客が静岡県内で上位（ここ数年では1位か2位）である。
- ｢山車引き廻し｣行事の持ち回りは、旧三島町以来の伝統を引き継いでいるので、北上地区、錦田地区、中郷地区は番外となっている。
- 大通りに面する情報発信施設Via701の「701」は大通りの距離である701メートルを表している。